# Sweeney and the Fairy
Sweeney and the Fairy è un cortometraggio muto del 1913 diretto da Charles H. France. Prodotto dalla Selig Polyscope Company e sceneggiato da Chris Lane, il film aveva come interpreti John Lancaster, Lillian Leighton, Marie Newton, Gloria Gallop, Palmer Bowman.

## Trama
Trama di Moving Picture World synopsis in (EN)  su IMDb

## Produzione
Il film fu prodotto dalla Selig Polyscope Company.

## Distribuzione
Distribuito dalla General Film Company, il film - un cortometraggio in una bobina - uscì nelle sale cinematografiche statunitensi il 9 giugno 1913.